# Terry McMillan
Terry McMillan (ur. 18 października 1951 w Port Huron w Michigan) – amerykańska autorka powieści obyczajowych.
W 1986 ukończyła dziennikarstwo na Uniwersytecie Kalifornijskim w Berkeley. W 1992 wydała powieść Czekając na miłość, zekranizowaną w 1995 przez Foresta Whitakera. W 1998 napisała powieść i scenariusz do filmu Jak Stella zdobyła miłość. Napisała również „O dzień za późno, o dolara za mało”.
W 1998 poślubiła Jamajczyka Jonathana Plummera, z którym w 2005 się rozwiodła po ujawnieniu przez niego homoseksualizmu.